# Irish Albums Chart
A parada musical Irish Albums Chart (em português: Parada de Álbuns da Irlanda) baseada na indústria musical do República da Irlanda e consiste na formação dos charts dos álbuns mais populares do país de acordo com a Irish Recorded Music Association e é compilada pela IRMA.